# Шаутбенахт

Погон шаутбенахта

Шаутбена́хт (нід. schout-bij-nacht, дос. «керівник уночі») — один з вищих військово-морських чинів в Нідерландах (четверте, після адмірала, лейтенант-адмірала і віце-адмірала), відповідний генерал-майорові.
До XVII століття шаутбенахтом називали офіцера, відповідального за несення і організацію нічної варти, після — будь-якого старшого офіцера флоту рангом нижче за віце-адмірала; у флотах інших держав йому відповідало звання контр-адмірала. Один з найвідоміших нідерландських адміралів Корнеліс Тромп (1629—1691), брав участь в більшості битв, що прославили його, в чині шаутбенахта, хоч і командував часом всім флотом Нідерландів і Данії.
У Російській імперії звання шаутбенахта було введене на самому початку XVIII століття і згодом включене в Табель про ранги, воно відповідало званню генерал-майора. Звання шаутбенахта мав Петро I, в морських походах і битвах під псевдонімом шаутбенахта Петра Михайлова.